# Cixius vilis
Cixius vilis är en insektsart som beskrevs av Walker 1857. Cixius vilis ingår i släktet Cixius och familjen kilstritar. Inga underarter finns listade i Catalogue of Life.